# Pflegamt Gräfenberg
Koordinaten: 50° N, 11° O

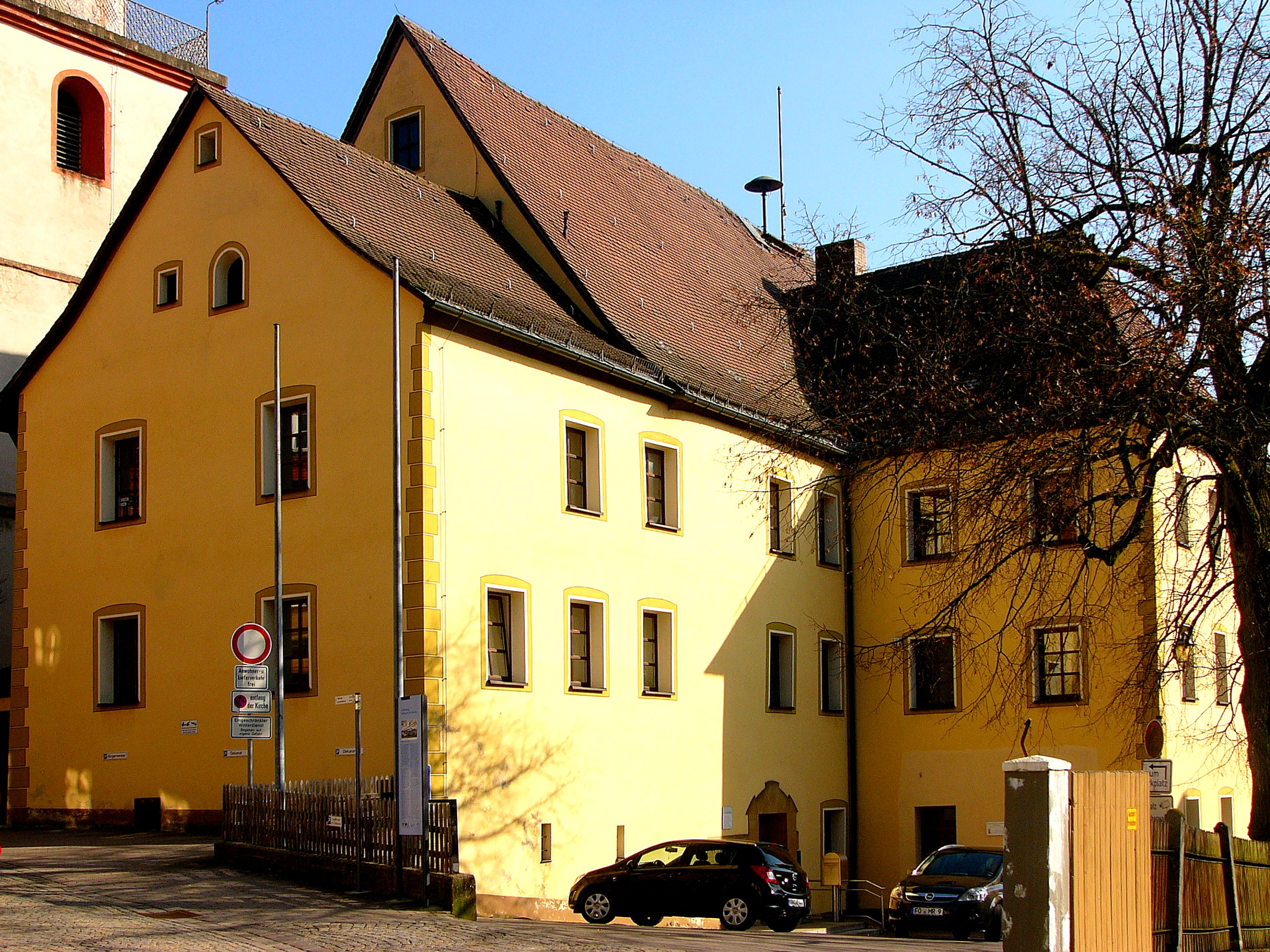
Das Pflegschloss Gräfenberg, der ehemalige Verwaltungssitz des Pflegamtes

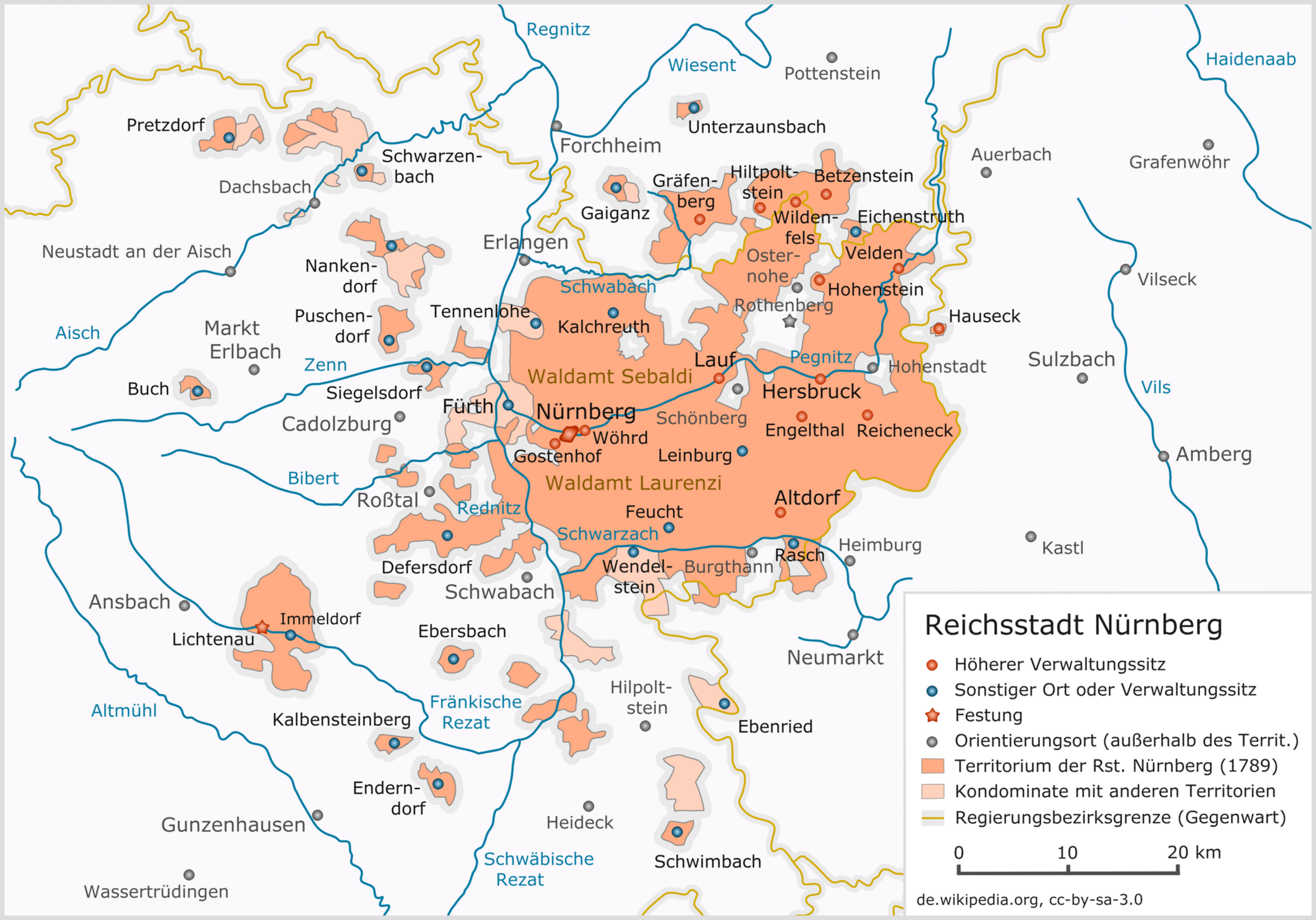
Das Landgebiet der Reichsstadt Nürnberg

Das Pflegamt Gräfenberg war eines der zeitweise mehr als ein Dutzend Pflegämter umfassenden Gebiete, mit denen die Reichsstadt Nürnberg die Verwaltung ihres Territorialbesitzes organisiert hatte.

## Geschichte

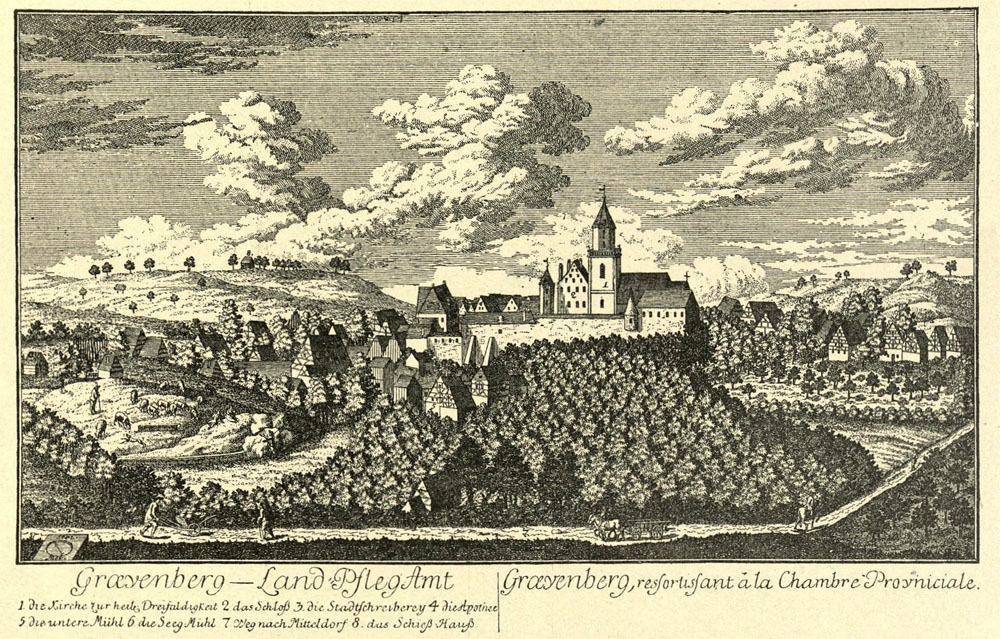
Gräfenberg – Land-Pflegamt, Stich von Christoph Melchior Roth

Im 14. Jahrhundert führte die Verleihung von Markt- (1333) und Stadtrecht (1371) an Gräfenberg zu einem enormen Bedeutungszuwachs, so dass die freie Reichsstadt Nürnberg großes Interesse an dem Ort zeigte.
Obwohl Gräfenberg seit 1371 Offenhaus der böhmischen Krone war, machte die Reichsstadt Nürnberg auf dem Besitz ihrer Bürger Hoheitsrechte geltend und betrachtete das Städtchen daher schon vor der Eroberung der „Neuen Landschaft“ 1504/05 als einen wichtigen Außenposten. Beginnend mit dem Jahr 1428 war es der Reichsstadt Nürnberg gelungen, von den Adelsfamilien der von Holzschuher, von Helchner und von Ketzel verschiedene Besitzanteile in und um Gräfenberg zu erwerben und durch Kauf bis 1549 die Grundherrschaft zu erringen. Aus diesen Besitzungen bildete die Reichsstadt das Pflegamt Gräfenberg, das von einem Pfleger verwaltet wurde. Dieser residierte in einem Pflegschloss, das 1560 speziell für diese Aufgabe wiederhergestellt und umgebaut worden war.
Im Ersten Markgrafenkrieg zählte Gräfenberg neben Lichtenau und Heideck zu den Schlössern, die der Nürnberger Rat unbedingt halten wollte („das man darzu tün süll und wöll, als das man müg, ob man die behalten müg“) und daher mehrfach Truppenkontingente dorthin verlegte. Angesichts der Übermacht des markgräflichen Heeres musste der Rat sich für die Aufgabe des Schlosses entscheiden und gab Ulrich Haller den Befehl, Gräfenberg „auszuprennen und davon zu bringen, was man mag“.
Die Existenz des Pflegamtes Gräfenberg endete 1806, als die Reichsstadt Nürnberg mit der Rheinbundakte ihrer Selbständigkeit beraubt und vom Königreich Bayern zwangsweise in Besitz genommen wurde.